# Бойцов, Лев Николаевич
Бойцов Лев Николаевич (род. 10 декабря 1947 года, п. Сита, Хабаровский край, СССР) — российский государственный и политический деятель, Член Совета Федерации РФ от Камчатской области с 1998 по 2008 год. Почетный житель Камчатского края (2014), Почётный гражданин г. Вилючинска (2008).

## Биография
С 1964 года работал на хабаровском заводе им. Горького, где прошел карьерный путь от слесаря-монтажника до инженера-технолога. Параллельно с этим учился в Хабаровском политехническом институте, который закончил в 1973 году, В том же году переехал на Камчатку. В 1974 году, отслужив на Тихоокеанском флоте, начал работать на судоремонтном заводе в Вилючинске. С 1989 по 1991 год занимал должность председателя горисполкома Вилючинска. В 1991 году стал мэром города, В 1997 году стал председателем Камчатского областного Совета народных депутатов. С 1998 года — член комитета Совета Федерации по вопросам экономической политики, в том же году получил второе высшее образование в ДГУ. В 2001 году стал членом СФ РФ от Камчатской области. В 2007 году был избран депутатом Заксобрания Камчатского края. В 2011 году победил на выборах депутатов Заксобрания Камчатского края второго созыва.

## Награды
- Медаль «За трудовую доблесть»
- Почетный гражданин г. Вилючинска
- Почетный житель Камчатского края